# Знедолені (роман)
Знедолені (угор. Sorstalanság) — роман угорського письменника Імре Кертеса, лауреата Нобелівської премії з літератури 2002 року, опублікований у 1975 році.
Книга оповідає про угорського єврея-підлітка, який потрапив спочатку у Освенцим, а потім в Бухенвальд. Роман має напівавтобіографічний характер.
Став першою частиною трилогії, до якої увійшли також романи «Фіаско» (1988) та «Кадиш для ненародженої дити» (1990)..

## Сюжет
Навесні батька головного героя, Дьордя, відправляють до трудового табора. Влаштовують вечерю, на як родичі і близькі знайомі прощаються з ним. На початку літа Дьордя змушують працювати на нефтепереробному заводі. Його це влаштовує: він працює в компанії хлопців свого віку і має пропуск, що дозволяє бувати у віддалених районах міста.
Одного разу автобус, на якому здійснюється перевезення робочих, зупиняють і наказують всім євреям вийти. Те ж саме роблять і з усіма наступними автобусами. Потім всіх зігнаних людей відправляють на роботи до Німеччини.
Спочатку всіх привозять у Освенцим, де розподіляють на дві групи, одну з яких відправляють у газову камеру. Інших дезінфікують. Незабаром частина в'язнів, зокрема, головного героя, відправляють у Бухенвальд. Після важких умов Освенцима, Бухенвальд сприймається, як місце зі значно кращими умовами існування.
За деякий час від незручного взуття і бруду у героя починає гноїтися нога, і він потрапляє у шпиталь, де знаходиться до звільнення табору союзниками.
Дьордь повертається додому, в Будапешт. У трамваї до нього звертається журналіст, намагаючися розпитати про те, як було в Бухенвальді. Він дає візитку, кажучи, що його історія — справа всього світу, але Дьордь викидає візитку. У будинку, де він жив, тепер живуть інші люди. Від сусідів він дізнається, що його батько загинули у Маутхаузені, а мачуха вийшла заміж. Посидівши у сусідів, Дьордь вирушає до матері.

## Екранізація
Без долі (фільм),  Угорщина,  Німеччина,  Велика Британія, 2005, реж. Лайош Кольтаї.